# Planocarpa nitida
Planocarpa nitida är en ljungväxtart som först beskrevs av S.J. Jarman och fick sitt nu gällande namn av Carolyn M. Weiller.
Planocarpa nitida ingår i släktet Planocarpa och familjen ljungväxter. Inga underarter finns listade i Catalogue of Life.